# ضفدع النجار
ضفدع النجار (الاسم العلمي:Rana virgatipes) (بالإنجليزية: carpenter frog)‏ هي نوع من البرمائيات يتبع جنس الضفدع الحقيقي من فصيلة الضفادع الجنوبية.